# Barbara Hans

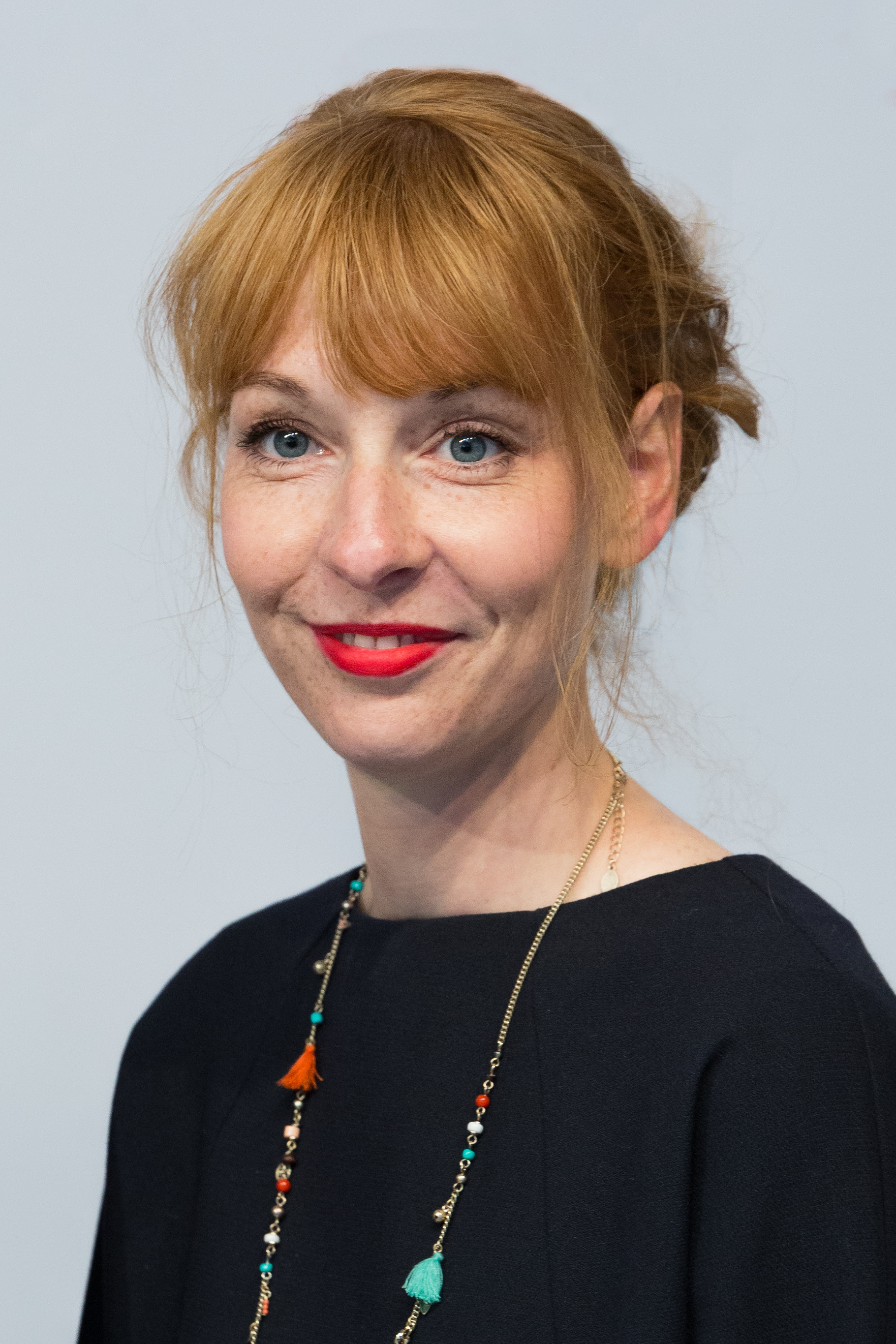
Barbara Hans auf der re:publica 17

Barbara Hans (* 27. April 1981 in Hamm) ist eine deutsche Journalistin, Beraterin und Hochschullehrerin. Sie war vom 6. Dezember 2016 bis zum April 2021 Chefredakteurin von Spiegel Online.

## Leben und Wirken
Hans wuchs in Hamm auf und erlangte dort 2000 ihr Abitur. Anschließend begann sie ein Studium der Kommunikationswissenschaft, Politikwissenschaft und Angewandten Kulturwissenschaft an der Westfälischen Wilhelms-Universität in Münster, das sie 2007 als Magistra Artium abschloss. Von 2003 bis 2004 absolvierte sie ein Studium der Media and Cultural Studies an der University of Sussex, das sie mit dem Master of Arts abschloss.
Neben dem Studium arbeitete sie ab 2005 als freie Mitarbeiterin für Spiegel Online. Von September 2007 bis September 2008 absolvierte sie ein Volontariat bei Spiegel Online und Spiegel. Im Januar wurde sie als Redakteurin im Ressort Panorama angestellt. Daneben war Hans von 2009 bis 2011 als wissenschaftliche Mitarbeiterin am Lehrstuhl Journalistik und Kommunikationswissenschaft bei Siegfried Weischenberg an der Universität Hamburg tätig. 2015 wurde sie an der Fakultät Wirtschafts- und Sozialwissenschaften, Fachbereich Sozialwissenschaften, der Universität Hamburg promoviert.
Ab April 2011 war Hans Ressortleiterin Panorama und ab Februar 2014 stellvertretende Chefredakteurin. Am 6. Dezember 2016 wurde sie als Nachfolgerin von Florian Harms zur Chefredakteurin von Spiegel Online berufen. Am 27. April 2021 wurde bekannt, dass sie Spiegel Online verlasse. Im Februar 2023 schrieb der Branchendienst Kress, Barbara Hans werde als hauptamtliche Professorin am Institut für Kultur- und Medienmanagement an der Hochschule für Musik und Theater Hamburg tätig sein.